# Сабрата
Сабрата или Сибурата (арап. صبراتة) је град у северозападном делу Либије на обали Средоземног мора. Град је у саставу општине Аз Завија. Сабрата је била главни град некадашње општине Сабрата Ва Сурман. Град је удаљен око 65 км западно од Триполија.

## Археолошки локалитет
Археолошко налазиште Сабрата налази се на Унеско листи заштићене светске баштине од 1982. године.
На локалитету се налазе остаци позоришта из III века, неколико храмова посвећених Либеру, Серапису и Изиди, као и хришћанска базилика из времена Јустинијана.

### Галерија
- Позориште
- Један од неколико улаза у позориште
- Спољашњи изглед позоришта
- Остаци храма
- Јупитерова биста